# De Vijf op de smokkelaarsrots
De Vijf op de smokkelaarsrots is het vierde deel uit de De Vijf-boekenreeks. Het boek werd in 1945 geschreven door Enid Blyton onder de titel Five go to smugglers's top.
Het boek werd voor Nederland bewerkt door W.A. Fick-Lugten en uitgegeven door H.J.W. Becht, met illustraties van Jean Sidobre. Begin 2000 werd het boek opnieuw uitgegeven in een vertaling van J.H. Gever en voorzien van illustraties door Julius Ros.

## Verhaal
De stiefvader van Pierre Lenoir, een klasgenoot van Julian en Dick, die Pierre steevast 'Roetje' noemen, nodigt de kinderen uit om te komen logeren op het Smokkelaarsnest. Dit oude huis staat boven op de 'Worp', een heuvel die wordt omgeven door moerassen en de zee. Er zijn verborgen spelonken, oude tunnels en geheime gangen. De Vijf ontdekken dat er signalen worden uitgezonden vanuit het huis. Dan wordt oom Quentin ontvoerd...